# Le Bain turc
Pour les articles homonymes, voir Le Bain turc (Vallotton).
Le Bain turc est un tableau de Jean-Auguste-Dominique Ingres conservé au musée du Louvre à Paris. Cette œuvre présente un groupe de femmes nues dans un harem.

## Historique du tableau

### Réalisation

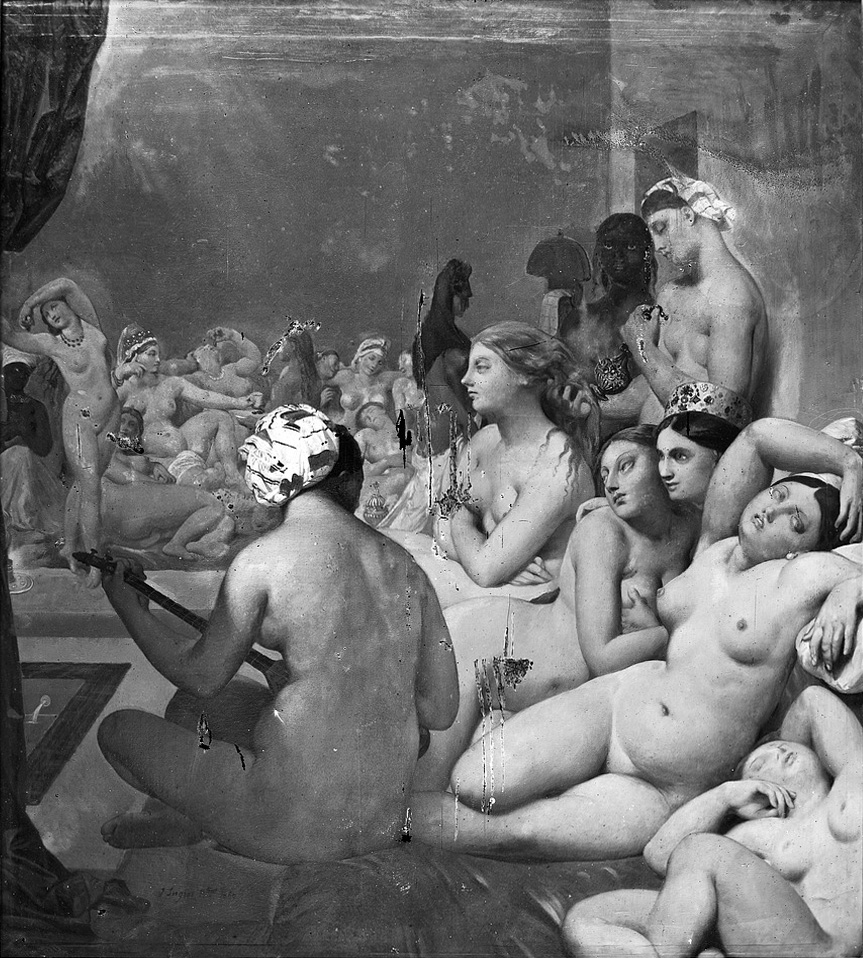
Photographie sur papier albuminé de Charles Marville datée de 1859, montrant un premier état du Bain turc avant sa transformation en tondo.

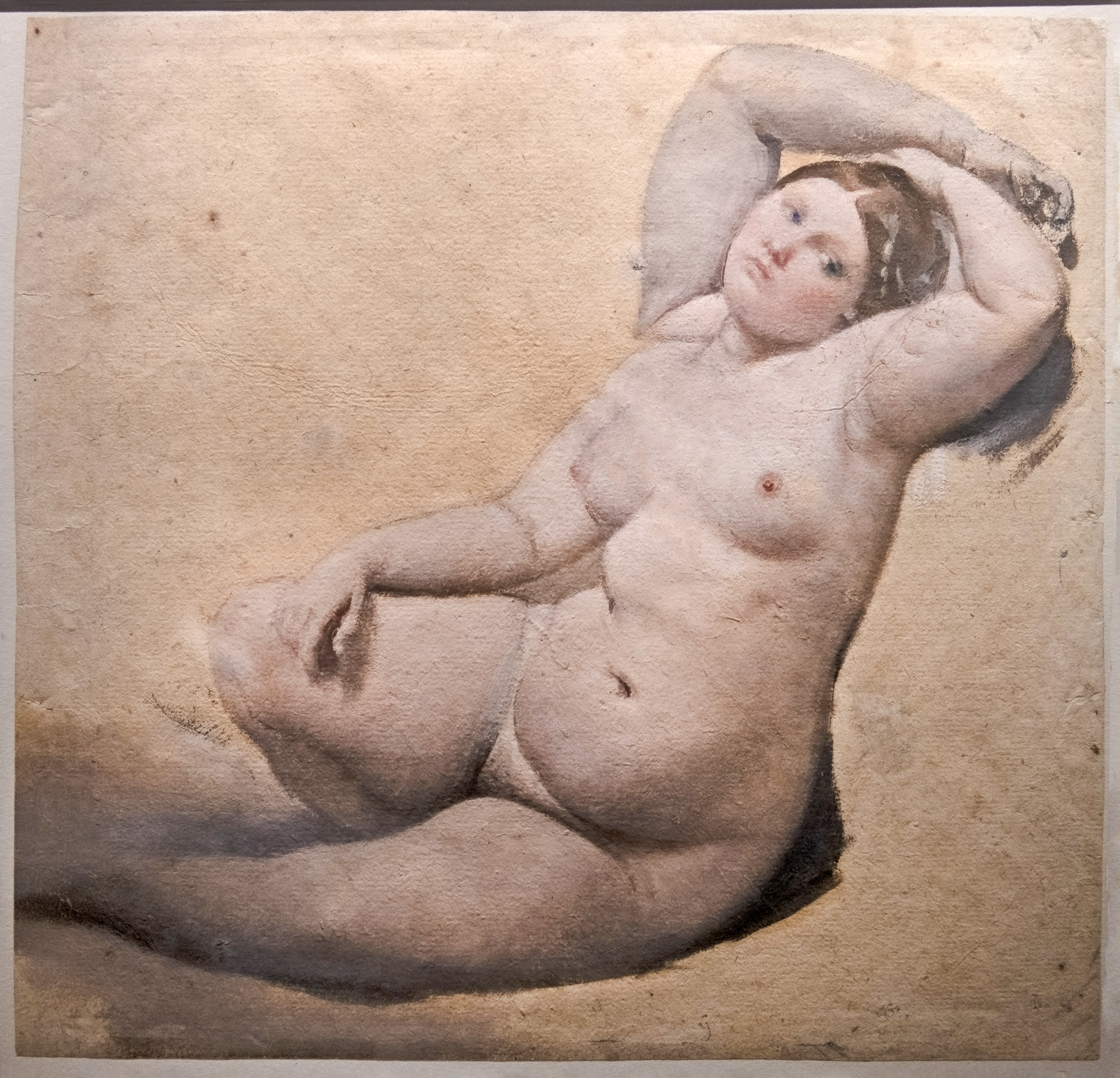
Étude pour le tableau faisant apparaître une femme avec trois bras.

Ébauchée vers 1852, l'œuvre est terminée à la fin de 1859, avant d'être remaniée sous forme de cercle en 1860 (tondo), puis retravaillée une dernière fois en 1863. C'est un homme de 82 ans qui signe ce tableau érotique en 1862 non sans une certaine malice, puisqu'il inscrit avec fierté AETATIS LXXXII (« à l'âge de quatre-vingt-deux ans »). Quelques années plus tard — en 1867 — il déclare d'ailleurs qu'il ressent toujours « tout le feu d'un homme de trente ans ».

Pour réaliser ce tableau, Ingres n'a recours à aucun modèle, mais s'inspire des nombreux croquis et tableaux qu'il a réalisés au cours de sa carrière. À l’origine le tableau était de format rectangulaire avant d'être modifié. On y retrouve des figures de baigneuses et d'odalisques qu'il dessinait ou peignait le plus souvent seules, sur un lit ou au bord d'un bassin. La figure la plus connue recopiée dans le tableau est La Baigneuse Valpinçon, qui est reprise presque à l'identique et constitue l'élément central de la composition. Deux photographies prises en 1859, une par un photographe anonyme, et l'autre  par Charles Marville, montrent un état antérieur de l'œuvre avant sa transformation en tondo. On y constate plusieurs modifications, dont l'odalisque aux bras levés qui s'étire du premier plan, dont le modèle est la deuxième femme de l'artiste, Delphine Ramel — la ressemblance avec son portrait de 1859 est immédiate — voit la position de ses bras changée . Les autres corps sont juxtaposés dans différents plans, aucun regard ne se croise.

### Postérité
Le premier acheteur du tableau — un parent de Napoléon III — le rendit au bout de quelques jours, sa femme le trouvant « peu convenable ». Il fut finalement acheté en 1865 par Khalil Bey, un ancien diplomate turc. Ce dernier l’ajouta à sa collection de peintures érotiques, qui contenait notamment L’Origine du monde de Courbet. Au début du XXe siècle, des mécènes voulurent offrir Le Bain turc au musée du Louvre, mais le conseil du musée refusa à deux occasions. C’est après une offre d’achat des collections nationales des musées de Munich que le Louvre l’accepta dans ses collections en 1911, grâce à un don de la société des amis du Louvre, à qui le mécène Maurice Fenaille prêta pour trois ans, sans intérêts, la somme de 150 000 francs.
Edgar Degas demanda que ce tableau soit présenté à l’exposition universelle. Il suscita par la suite des réactions contrastées : Paul Claudel alla jusqu’à le comparer à une « galette d’asticots ».
Le tableau fait partie des « 105 œuvres décisives de la peinture occidentale » constituant le musée imaginaire de Michel Butor.

## L'inspiration orientale
En 1806, quand il part pour l'Italie, il recopie dans ses carnets un texte vantant les « bains du sérail de Mohammed ». On peut y lire une description du harem où l'on « passait dans une chambre entourée de sophas [...] et c'était là que plusieurs femmes destinées à cet emploi attendait la sultane au sortir du bain pour essuyer son beau corps et le frotter des plus douces essences ; c'est là qu'elle devait ensuite prendre un repos voluptueux ».
En 1825, il recopie un passage des Lettres d'Orient de Lady Mary Montagu intitulé Description du bain des femmes d'Andrinople. Cette femme de diplomate britannique avait accompagné son mari en 1716 dans l'Empire ottoman. Entre 1763 et 1857, les lettres de Lady Montagu furent rééditées huit fois en France et alimentèrent la fièvre orientaliste. « Je crois qu'il y avait en tout deux cents filles  », indique Lady Montagu dans le passage recopié par Ingres. « De belles femmes nues dans des poses diverses... les unes conversant, les autres à leur ouvrage, d'autres encore buvant du café ou dégustant un sorbet, et beaucoup étendues nonchalamment, tandis que leurs esclaves (en général de ravissantes filles de dix-sept ou dix-huit ans) s'occupaient à natter leur chevelure avec fantaisie ».

## Expositions
- Salon d'Automne de 1905, Grand Palais, Paris, 1905.

## Influence et hommages modernes
Le Bain turc a inspiré de nombreux artistes modernes. On le voit chez Félix Vallotton avec son tableau Le Bain turc de 1907, chez Pablo Picasso dans Les demoiselles d'Avignon ou encore chez Tamara de Lempicka et son tableau Femmes au bain (1922). Son influence devient encore plus évidente à partir des années 1960 à travers de nombreuses appropriations. Parmi les références les plus évidentes au Bain turc d'Ingres, on peut citer Made in Japan, tableau turc et invraisemblable (1965) de Martial Raysse , Revolver I (1967) de Robert Rauschenberg, Le Bain turc (1968) d'Harry Nadler et, dans le style pop, The turkish bath after Ingres (1970) de Robert Ballagh. C'est précisément parce que tant d'artistes y ont fait référence que Le bain turc a attiré l'attention du peintre Herman Braun-Vega qui considère Ingres comme une figure charnière entre la peinture classique et les modernes . Le bain turc à New York est une série de 15 variations autour du Bain turc d'Ingres réalisée en 1972 par Braun-Vega pour être exposée à la galerie Lerner-Heller de New York. Braun-Vega déplace le tableau d'Ingres dans des contextes modernes, en représentant les baigneuses d'Ingres dans des scènes de la vie quotidienne à New York, dans les rues, sur la plage, ou en les entourant d'éléments contemporains tels que des cartons de lait et des journaux, créant ainsi un dialogue entre le passé et le présent qui s'inscrit dans son exploration de l'héritage des grands classiques de la peinture dans l'art moderne. La notion d'héritage est aussi au centre du tableau Caramba! dans lequel Braun-Vega se revendique l'héritier de Vélasquez, Goya, Rembrandt, Ingres, Cézanne, Matisse et Picasso, Ingres étant représenté par Le bain turc. Lorsque Braun-Vega n'utilise pas le tondo d'Ingres pour exprimer sa filiation artistique, il peut l'utiliser, par exemple pour exprimer une critique sociale. Ainsi, Dans Le Bain à Barranco (Ingres), les figures classiques du Bain turc se retrouvent confrontées avec des autochtones péruviens, soulignant les disparités culturelles et économiques. D'autres tableaux de Braun-Vega font encore référence au bain turc parmi lesquels on peut citer La papaye au bain (Picasso, Ingres, El Greco), Le Bain à Cantolao ou 8,7 = rideau (Ingres), État critique (Ingres, Picasso), L'artiste et ses modèles (Ingres), Matisse maîtrise couleurs et lumières avec ses ciseaux.